# Natas Kaupas
Natas Kaupas, född 1969, är skateboardåkare och en pionjär inom sporten. Han är känd för sin innovativa stil och gjorde redan för 30 år sedan trick som väldigt få, eller ingen, utför idag.
Natas Kaupas är av litauisk härkomst men är uppväxt i Santa Monica i Kalifornien. Under 1980-talet var han och Mark Gonzales de främsta streetåkarna i världen och han är än idag betraktad som en av skateboardingens största.
Han uppfann tricket Natas Spin och var en av de första att utföra en Wallride.
Natas Kaupas var även först i världen med att grinda en handrail. Detta trick är med i filmen Streets on fire som kom ut 1989, av Skateboardteamet Santa Cruz.
Under 1980-talet var Natas skateboards bannlysta från många skolor i USA då hans namn Natas blir Satan baklänges.
Natas är den manliga varianten av Natalie i Litauen.
Natas Kaupas var också den första skateboardåkare som fått en egen skokollektion hos skomärket Adidas.  
Natas Kaupas skadade foten i början på 90-talet och arbetar numera som bland annat designer. Han har designat en av Quiksilvers logos.